# Индустријска зона Миљијарино Пизано (Пиза)
Индустријска зона Миљијарино Пизано је насеље у Италији у округу Пиза, региону Тоскана.
Према процени из 2011. у насељу је живело 29 становника. Насеље се налази на надморској висини од -1 м.